# Église Saint-Priest de Volvic
Ne doit pas être confondu avec Église Saint-Priest de Sandrans.
L'église Saint-Priest est une église catholique située à Volvic, en France.

## Localisation
L'église est située dans le département français du Puy-de-Dôme, sur la commune de Volvic.

## Historique
Un monastère masculin fut fondé à Volvic dans le dernier quart du VIIe siècle pour accueillir la dépouille de l'évêque Priest, martyrisé en 674. La communauté fut rattachée dans la première moitié du XIIe siècle à l'abbaye de Mozac, devenant un prieuré clunisien. C'est probablement la raison qui poussa à reconstruire l'édifice.
De l'église romane il subsiste une partie du déambulatoire, trois chapelle rayonnantes et un mur du transept.
Le reste de l'édifice fut reconstruit au XIXe siècle. La nef romane avait disparu avant le début des travaux, préparés par l'architecte Mallay à partir de 1853 et réalisés par lui entre 1869 et 1874. Une campagne de restauration des appareillages romans eut lieu au début du XXe siècle.
L'édifice est classé au titre des monuments historiques en 1903 pour son transept et son chœur ; le reste de l'édifice est inscrit en 2007.

### Sources et bibliographie
- Pierre-Alain Mariaux, « Mettre en scène le souvenir du fondateur laïc. Note sur les chapiteaux du chœur de Saint-Priest de Volvic », dans D. Méhu, Mises en scène et mémoires de la consécration de l’église dans l’Occident médiéval, Turnhout, Brepols, coll. « 7 » (no Centre d’études médiévales de Nice), 2008 (ISBN 978-2-503-51833-6), p. 317-333
- Caroline Roux, « Saint-Priest de Volvic. », Congrès archéologique de France, vol. 2000, no 158,‎ 2003, p. 427-435 (lire en ligne).